# شاخص برده‌داری جهانی

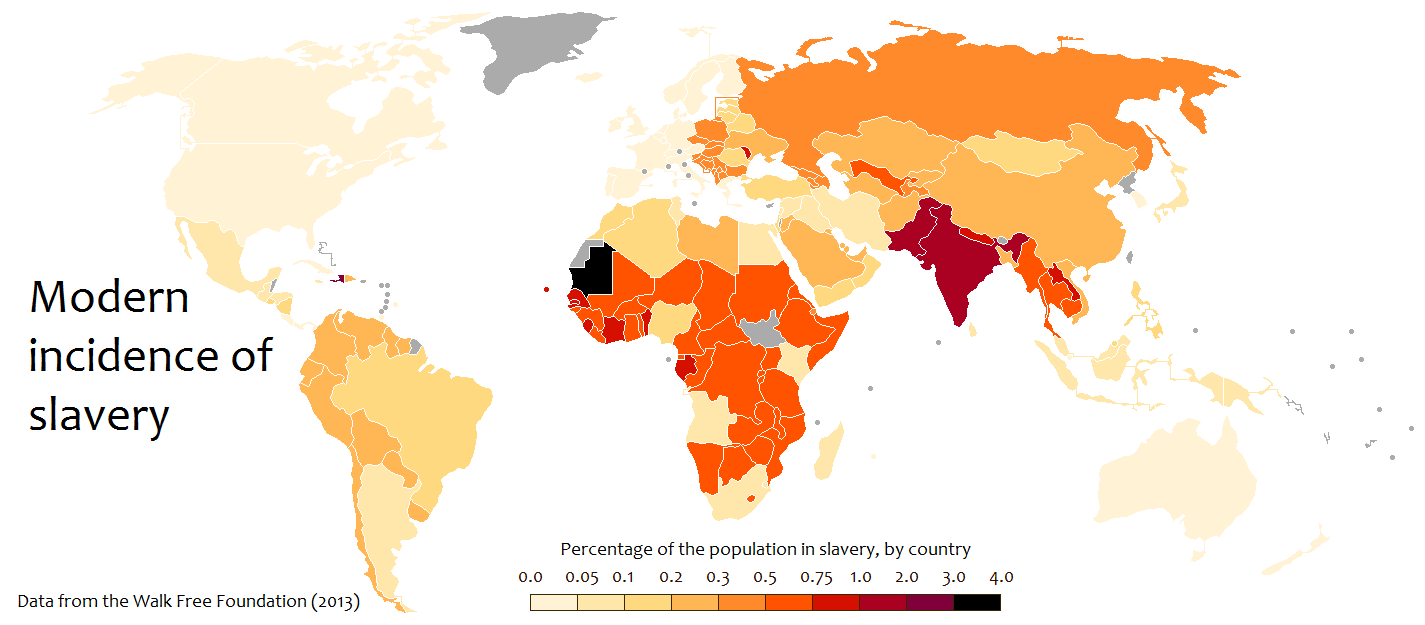
به ترتیب کشور ها

شاخص برده‌داری جهانی (انگلیسی: Global Slavery Index) «یک بررسی سالانه» است که شرایط برده‌داری در کشورهای مختلف را نشان می‌دهد. این شاخص توسط بنیاد آزادانه راه بروید، (که به وسیلهٔ آندره فارست پایه‌گذاری شد) منتشر می‌گردد. مطالعات و برآوردی که در سال ۲۰۱۶ انجام گرفت، نشان داد که در سراسر جهان ۴۵٫۸ میلیون نفر در ۱۶۷ کشور به نوعی گرفتار بردگی جدید (برده‌داری معاصر) هستند.

## نحوه محاسبه شاخص‌ها
شاخص برده‌داری جهانی در سال ۲۰۱۴ سه موضوع را در هرکشوری مورد بررسی قرار داد:
- برآورد و تخمین آمار رواج برده‌داری جدید در کشور،
- میزان آمادگی و آسیب‌پذیری جامعه برای برده‌داری جدید،
- ارزیابی واکنش و قدرت دولتی در پاسخ به این نوع برده‌داری.[۲]

اولین عامل که میزان رواج برده‌داری باشد، از آمارگیری روند استثمار حاکم بر جامعه در کشور بدست آمده‌است. شاخص سال ۲۰۱۴ حاصل مطالعه روی خیلی از کشورها با توصیه‌های سیاسی برای آن‌ها بود از جمله: تایوان، استرالیا، پاکستان، هند، برزیل، انگلستان، ایالات متحده، قطر و دیگران. در عین حال شاخص برده‌داری جهانی جدال‌برانگیز بود، و با انتقادات زیادی مواجه شده‌است.